# Добринче
Добринче је насељено место у саставу општине Ловрећ, Сплитско-далматинска жупанија, Република Хрватска.

## Историја
До територијалне реорганизације у Хрватској налазило се у саставу старе општине Имотски.

## Становништво
На попису становништва 2011. године, Добринче је имало 174 становника.
| Број становника по пописима | Број становника по пописима | Број становника по пописима | Број становника по пописима | Број становника по пописима | Број становника по пописима | Број становника по пописима | Број становника по пописима | Број становника по пописима | Број становника по пописима | Број становника по пописима | Број становника по пописима | Број становника по пописима | Број становника по пописима | Број становника по пописима | Број становника по пописима |
| --------------------------- | --------------------------- | --------------------------- | --------------------------- | --------------------------- | --------------------------- | --------------------------- | --------------------------- | --------------------------- | --------------------------- | --------------------------- | --------------------------- | --------------------------- | --------------------------- | --------------------------- | --------------------------- |
| 1857                        | 1869                        | 1880                        | 1890                        | 1900                        | 1910                        | 1921                        | 1931                        | 1948                        | 1953                        | 1961                        | 1971                        | 1981                        | 1991                        | 2001                        | 2011                        |
| 154                         | 0                           | 205                         | 271                         | 322                         | 369                         | 0                           | 413                         | 356                         | 381                         | 373                         | 404                         | 264                         | 309                         | 208                         | 174                         |

Напомена: До 1910. исказивано под именом Добринци. У 1869. и 1921. подаци су садржани у насељу Медовдолац.

### Попис1991.
На попису становништва 1991. године, насељено место Добринче је имало 309 становника, следећег националног састава:
| Попис 1991.‍ | Попис 1991.‍ | Попис 1991.‍ | Попис 1991.‍ | Попис 1991.‍ |
| ----------- | ----------- | ----------- | ----------- | ----------- |
|             |             |             |             |             |
| Хрвати      | Хрвати      |             | 296         | 95,79%      |
| непознато   | непознато   |             | 13          | 4,20%       |
| укупно: 309 |             |             |             |             |